# Clase Ol
La Clase Ol de buques de aprovisionamiento de 33 000 t de desplazamiento de la Royal Fleet Auxiliary (RFA) consistía del Olwen (1965), del Olna (1965) y del Olmeda (1965).

## Características
Buque tanque de flota de 33 000 t de desplazamiento, propulsión con turbinas de vapor (velocidad 21 nudos) y 3× helicópteros Sea King.

## Unidades
| Nombre     | n.º  | constructor | puesta en gradas | botada | asignada |
| ---------- | ---- | ----------- | ---------------- | ------ | -------- |
| RFA Olwen  | A122 | -           | -                | 1965   | 2000     |
| RFA Olna   | A123 | -           | -                | 1965   | 2000     |
| RFA Olmeda | A124 | -           | -                | 1965   | 1994     |

## Historia de servicio
Los Ol estuvieron en servicio de 1965 a 2000 aproximadamente. El RFA Olmeda participó de la Guerra de Malvinas de 1982. El RFA Olwen y RFA Olna fueron de baja en 2000 y reemplazados por los buques de la clase Wave (RFA Wave Knight y RFA Wave Ruler).